# 西内江町
西内江町（にしうちえちょう）は、愛知県名古屋市西区の地名。

## 歴史

### 町名の由来
上名古屋町の字西内江に由来するという。

### 沿革
- 1954年（昭和29年）10月20日 - 西区上名古屋町の一部により、同区西内江町として成立する[2]。
- 1980年（昭和55年）10月12日 - 一部が西区上名古屋二丁目に編入される[2]。
- 1983年（昭和57年）11月14日 - 全域が西区上名古屋二丁目に編入され消滅[2]。